# Губогло, Михаил Николаевич
Михаи́л Никола́евич Губо́гло (рум. Mihail Guboglo; 25 октября 1938, с. Тришполи, Королевство Румыния — 23 ноября 2019, Москва, Россия) — советский и российский историк и этнолог. Доктор исторических наук (1985), профессор (1990). Заслуженный деятель науки Российской Федерации (1999).

## Биография
Родился в селе Тришполи — гагаузском регионе Бессарабии (ныне город Чадыр-Лунга Республики Молдова). В 1949—1957 годах жил в Курганской области, куда была депортирована его семья. После окончания с отличием средней общеобразовательной школы (1957 г.) Михаил Губогло вернулся в Молдавию, где начал свою трудовую деятельность на строительстве Чадыр-Лунгского мясокомбината.
В 1958 году Михаил Губогло поступил на исторический факультет Кишинёвского государственного университета имени В. И. Ленина и с первого курса увлёкся поисками источников, проливающих свет на самобытную историю гагаузов. Его курсовую работу «Культ волка у гагаузов» высоко оценил проректор Кишиневского университета В. К. Тотров и дал ему рекомендацию для перевода в МГУ имени М. В. Ломоносова. В 1963 году Губогло окончил кафедру этнографии исторического факультета МГУ имени М. В. Ломоносова.
С 1963 по 1966 год обучается в аспирантуре МГУ, специализируясь в области тюркологии. В 1967 году под руководством Г. Е. Маркова защитил кандидатскую диссертацию по теме «Малые тюркоязычные народы Балканского полуострова. (К вопросу о происхождении гагаузов)». В 1984 году защитил докторскую диссертацию «Этносоциальный аспект развития национально-русского двуязычия в СССР». В 1990 году ему присвоено звание профессора.
В Институте этнологии и антропологии РАН (бывший Институт этнографии АН СССР) Михаил Губогло работал с 1966 года, в том числе, в 1988—2005 годах — заместителем директора. В последние годы жизни занимал пост Руководителя Центра по изучению межнациональных отношений ИЭА РАН. Президент Ассоциации этнографов и антропологов России (1997—1999 годы).
Михаил Губогло являлся племянником Михаила Петровича Губоглу — румынского учёного, тюрколога, востоковеда и графолога.

## Научная деятельность
Михаил Губогло является автором многочисленных трудов о межнациональных отношениях, а также соавтором Федерального закона о «Национально-культурной автономии». Автор проекта и ответственный редактор серии «Национальные движения в СССР и постсоветском пространстве» (за период 1989—2010 годов издано 137 томов). Им опубликовано более 550 научных работ, включая 29 монографий.
Михаил Губогло преимущественно придерживался теории тюркского происхождения гагаузов, по которой гагаузы являются потомками огузов.

### Научные труды
Монографии:
- Современные этноязыковые процессы в СССР. Основные факторы и тенденции развития национально-русского двуязычия. М., Наука, 1984.
- Энергия памяти. О роли творческой интеллигенции в восстановлении исторической памяти. М., 1992.
- Переломные годы. Том 1. Мобилизованный лингвицизм. М., 1993.
- Развивающийся электорат России. Этнополитический ракурс. Том 1. Истоки. М., 1996.
- Языки этнической мобилизации. М., 1998.
- Может ли двуглавый орёл летать с одним крылом? Размышления о законотворчестве в сфере этногосударственных отношений. М., 2000.
- Идентификация идентичности. Этносоциологические очерки. М., 2003.
- Русский язык и толерантность. М., 2003.
- Русский язык в этнополитической истории гагаузов (вторая половина XX века). М., 2004.
- Именем языка. Очерки этнокультурной и этнополитической истории гагаузов. М., 2006.
- Сполохи прошлого. Автобиографические затеси. Кишинев, 2008.
- Воображаемая вероятность: новейшие размышления о происхождении гагаузов. М., 2010.
- Сполохи прошлого — блики будущего. Автобиографические затеси. Комрат-Кишинев, 2013.
- Антропология повседневности. М., 2013.
- Антропология доверия. М., 2016.
- Этничность (собрание сочинений в 10 томах). Том I. Беллетристика. Критика. Публицистика. 2018.
- Человечность. Многомерное пространство человечности. Комрат-Кишинев, 2019.

Коллективные монографии:
- Молдаване. М., Наука, 2010.
- Гагаузы. М., Наука, 2011.
- Гагаузы в мире и мир гагаузов. Том 1. Гагаузы в мире. Комрат-Кишинев, 2012.
- Гагаузы в мире и мир гагаузов. Том 2. Мир Гагаузов. Комрат-Кишинев, 2012.
- Человечность: воображаемая, конструируемая, реальная. М., 2020.

## Награды и звания
- Доктор исторических наук (1985);
- Заслуженный деятель науки Российской Федерации (1999)[8];
- Почетный академик Академии наук Республики Молдова (2006);
- Орден Дружбы Социалистической Республики Вьетнам (1987);
- Почетный гражданин Гагаузии;
- Почетный гражданин Чадыр-Лунга;
- Лауреат Премии имени Н. Н. Миклухо-Маклая «за цикл работ по культурной антропологии и этнополитической истории гагаузов» (2014);
- Орден Республики Молдова «Ordinul de Onoare» (Орден Почета) (2019)[9];
- Удостоен Благодарности Президента Российской Федерации «за заслуги в научной и педагогической деятельности, подготовке квалифицированных специалистов» (2019)[10].